# Трифонов, Михаил Степанович
Михаил Степанович Трифонов — советский хозяйственный, государственный и политический деятель.

## Биография
Родился в 1924 году. Член КПСС.
Участник Великой Отечественной войны. С 1946 года — на хозяйственной, общественной и политической работе. В 1946—2002 гг. — старший механик, бригадир тракторо-полеводческой бригады, заместитель директора, директор совхоза «Сергиевское» Коломенского района Московской области, директор сельскохозяйственного акционерного общества «Сергиевское» Коломенского района Московской области.
Делегат XXV съезда КПСС.
Почётный гражданин Московской области (1999).
Почётный гражданин Коломенского района (2003).
Орден "За заслуги перед Отечеством" III степени (1999).
Умер после 2003 года.